# Pagellus

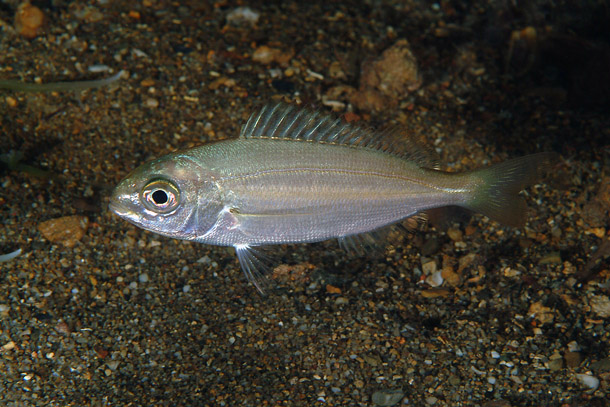
Pagellus acarne

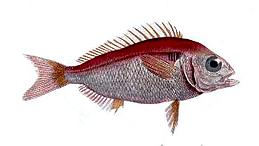
Pagellus bogaraveo

Pagellus è un genere di pesci ossei marini appartenente alla famiglia Sparidae.

## Distribuzione e habitat
Quattro specie si incontrano nell'oceano Atlantico orientale e nel mar Mediterraneo, le altre sono endemiche dell'oceano Indiano occidentale. Sulle coste europee P. bogaraveo, assieme a Spondyliosoma cantharus, è la specie di sparide che si spinge più a nord.
Si trovano di solito sui fondali sabbiosi o fangosi del piano infralitorale, talora si spingono fino al piano circalitorale o perfino più in profondità. P. bogaraveo è la specie che si spinge più in profondità (700 metri).

## Descrizione
Hanno l'aspetto di tipici sparidi, con corpo piuttosto alto e schiacciato lateralmente, con sagoma molto variabile fra le specie. I denti anteriori sono caniniformi, talvolta molto sviluppati, quelli posteriori molariformi, disposti in due o tre file parallele.
Il colore è generalmente roseo o rosso sul dorso con ventre bianco.

## Biologia
Si cibano di invertebrati bentonici. Sono ermafroditi proterandri ma non in tutti gli individui si manifesta il cambio di sesso.

## Pesca
Il pagello ("luvaro" nell'Italia meridionale) è insidiato sia dai pescatori professionisti (con reti a strascico, da posta e palamiti) che da quelli sportivi, che di solito li catturano a bolentino.
Le carni di tutte le specie sono ottime ed hanno buone quotazioni sui mercati ittici.

## Specie
- Pagellus acarne (Risso, 1827)
- Pagellus affinis Boulenger, 1888
- Pagellus bellottii Steindachner, 1882
- Pagellus bogaraveo (Brünnich, 1768)
- Pagellus erythrinus (Linnaeus, 1758)
- Pagellus natalensis Steindachner, 1903